# Torenia bimaculata
Torenia bimaculata är en tvåhjärtbladig växtart som beskrevs av Ridley. Torenia bimaculata ingår i släktet Torenia och familjen Linderniaceae. Inga underarter finns listade i Catalogue of Life.